# Cícero Dias
Cícero dos Santos Dias (Escada, 5 de março de 1907 — Paris, 28 de janeiro de 2003) foi um pintor do modernismo brasileiro.

## Biografia
Nascido em Escada, Pernambuco, foi o sétimo dos onze filhos do casal Pedro dos Santos Dias e Maria Gentil de Barros Dias, e passou a infância num engenho de sua cidade de origem, na Zona da Mata pernambucana. Em 1920, com treze anos, foi para o Rio de Janeiro. Entre os anos de 1925 e 1927, Cícero conheceu os modernistas e estudou pintura.
Em 1927, realizou sua primeira exposição individual, no Rio de Janeiro e, em 1928, abandonou a Escola de Belas Artes, passando a dedicar-se exclusivamente à pintura.
Em 1937, executou o cenário do balé de Serge Lifar e Villa Lobos, expôs em coletiva de modernos em Nova Iorque e viajou a Paris, onde se fixou definitivamente. Em Paris, tornou-se amigo de Picasso, do poeta Paul Éluard, e entrou em contato com o surrealismo. Durante a ocupação da França foi feito prisioneiro dos alemães.
Em 1943, participou do Salão de Arte Moderna de Lisboa, onde obteve premiação e, em 1945, voltou a Paris e ligou-se ao grupo dos abstratos. Nesse mesmo ano, expõe em Londres, na Unesco em Paris e em Amsterdam.
O ano de 1948 marcou uma atividade mais intensa no Brasil, com Cícero interessando-se sobretudo por murais. Em 1949, compareceu à Exposição de Arte Mural, em Avinhão, na França. Em 1950 participou da Bienal de Veneza. Em 1965, a Bienal de Veneza realizou uma exposição retrospectiva de quarenta anos de pintura de Cícero Dias. Em 1970, realizou individuais no Recife, Rio de Janeiro e em São Paulo. Em 1981, o MAM realizou uma retrospectiva de sua obra.
Volta com maior intensidade à pintura figurativa na década de 1960, como ocorre em O Noivo. Permanecem em seus quadros o clima de sonho e os elementos recorrentes: mulheres, casarios, folhagens, sendo constante a presença do mar como ocorre no quadro A Noiva. 
A trajetória de Cicero Dias é marcada por duas vertestes: a arte figurativa e o abstracionismo. Mantendo diálogos constantes com Gilberto Freyre, sua produção foi atrelada ao Movimento Regionalista Tradicionalista de Pernambuco. Ao mesmo tempo, Cícero foi um dos responsáveis pela introdução do abstracionismo geométrico no Brasil participando da exposição de inauguração do MAM/SP Do Figurativismo ao Abstracionismo em 1949 e foi importante na introdução de Léon Degand no debate nacional . 
Em 2000, inaugurou a Praça do Marco Zero, em Recife. O local rapidamente se tornou um símbolo da capital pernambucana por ter uma rosa dos ventos projetada por Cícero Dias e desenhada sobre o chão. No centro do desenho há o marco zero das distâncias do estado de Pernambuco. 
Em fevereiro de 2002, Cícero Dias esteve novamente na capital pernambucana para o lançamento de um livro sobre sua trajetória artística e fez uma exposição na galeria Portal, em São Paulo.
Morreu em 28 de janeiro de 2003, em sua residência na Rue Long Champ, Paris. O Pintor morreu rodeado por sua esposa Raymonde, sua filha Sylvia e seus dois netos. Encontra-se sepultado no cemitério Montparnasse.
Em 2011 foi inaugurado em sua cidade natal, Escada, o museu Cícero Dias, que reúne obras do pintor e também de outros artistas locais, além de antiguidades como joias, moedas, cachimbos, mobília e porcelana.
Em 2014 foi aprovada na Assembleia Legislativa de Pernambuco a Lei Estadual nº 15.286/14 que denomina a Unidade de Pronto Atendimento Especialidades (UPAE) do município de Escada "UPAE Cícero Dias". A referida unidade de atendimento só foi inaugurada em agosto de 2022.
Em 2016 foi lançado o documentário "Cícero Dias: o compadre de Picasso", de Vladimir Carvalho. O longa metragem foi exibido nos festivais É Tudo Verdade - Festival Internacional de Documentário 2016, 49º Festival de Brasília do Cinema Brasileiro 2016 (Melhor Direção e Melhor roteiro), Festival de Cinema de Petrópolis 2016 (Filme de abertura) e FESTin Lisboa 2017.
O Comitê Cícero Dias está preparando o Catalogue Raisonné da obra de Cícero Dias, desenho e pintura.
Em 2022 foi inaugurado o restaurante Cícero Bristot, em Lisboa. Fundado por um empresário pernambucano, o espaço possui obras do próprio Cícero Dias e de outros artistas do movimento Modernista.

## Lugares que contam a história do pintor

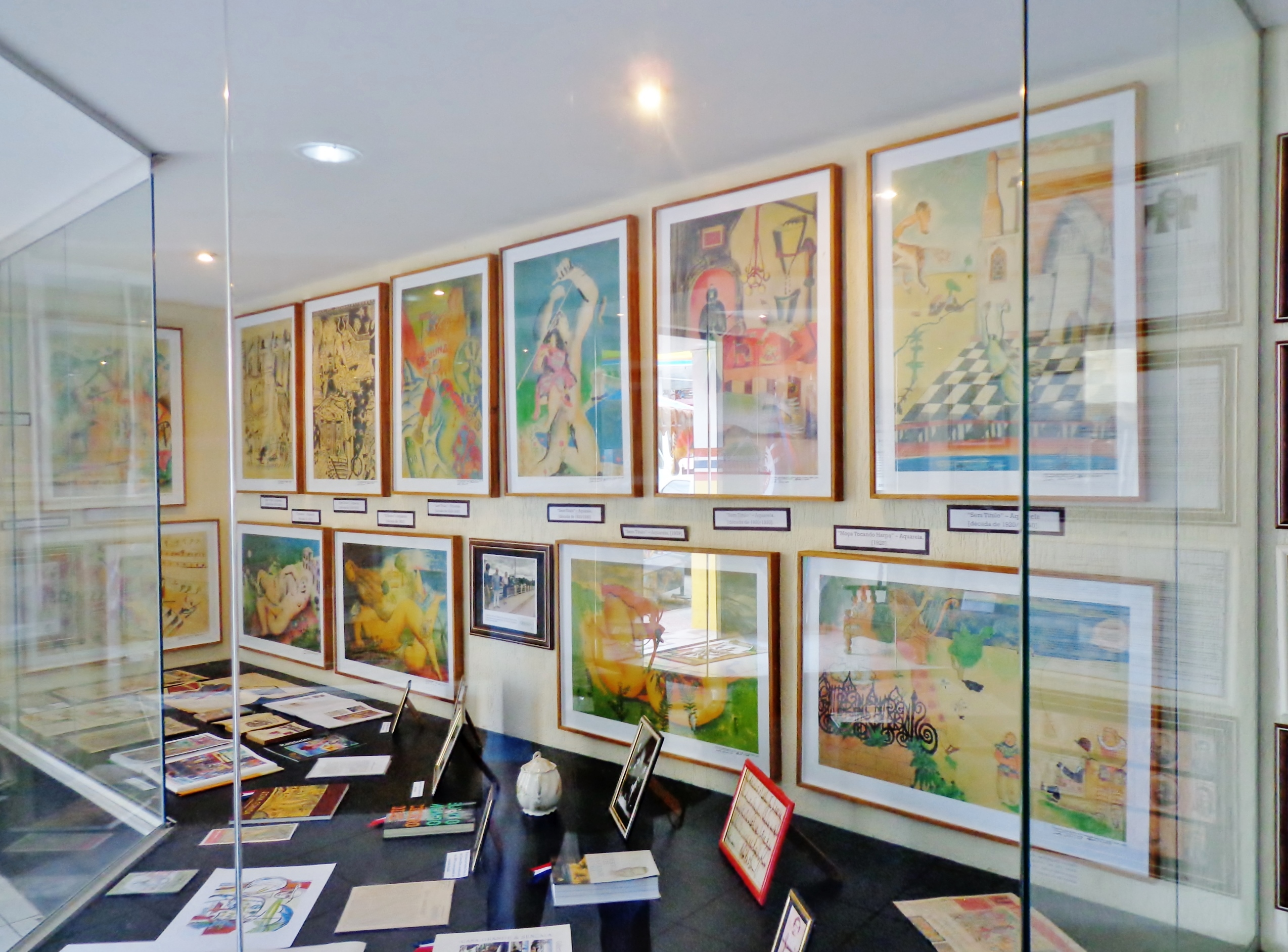

- Espaço Cultural Museu Cícero Dias, situado na Rua da Matriz, 97, centro, Escada, Pernambuco. O Museu está inscrito na Rede Nacional de Identificação de Museus e tem código 8.99.1289)
- Conhecendo o Museu Cícero Dias em Escada (Vídeo - Nadir Araújo)
- Dias, Cícero [1907-2003]. Eu vi o mundo: Cícero Dias. Nós vimos o mundo: Raymonde Dias. São Paulo: Cosac Naify, 2011, 256 pp., 33 ils.